# War Horse
War Horse er en amerikansk krigsfilm fra 2011, der er instrueret af Steven Spielberg. Den er baseret på en børnebog af samme navn af den engelske forfatter Michael Morpurgo og foregår i England under 1. verdenskrig.

## Medvirkende
- Jeremy Irvine som Albert Narracott
- Emily Watson som Rose Narracott
- Peter Mullan som Ted Narracott
- Niels Arestrup som Bedstefar
- David Thewlis som Lyons
- Tom Hiddleston som Kaptajn James Nicholls
- Benedict Cumberbatch som Major Jamie Stewart
- Céline Buckens som Emilie
- Toby Kebbell som Colin
- Patrick Kennedy som Løjtnan Charlie Waverly
- Leonard Carow som Menig Michael Schröder
- David Kross som Menig Gunther Schröder
- Matt Milne som Andrew Easton
- Robert Emms som David Lyons
- Eddie Marsan som Sergeant Fry
- Nicolas Bro som Mening Friedrich Henglemann
- Rainer Bock som Brandt
- Hinnerk Schönemann som Peter, tysk soldat
- Geoff Bell som Sergeant Sam Perkins
- Liam Cunningham som en doktor
- Gerard McSorley som Market Auctioneer
- Tony Pitts som Sergeant Martin
- Pip Torrens som Major Tompkins
- Philippe Nahon som fransk Aktionær
- Julian Wadham som Britisk kaptajn i Trench
- David Dencik som tysk Officer
- Edward Bennett som Cavalry Recruiting Officer
- Johnny Harris som Infantry Recruiting Officer
- Tam Dean Burn som Britisk Medic i Trench
- Maximilian Brückner som tysk Officer